# Leonard Nienhuis
Leonard Nienhuis (Groninga, 16 marzo 1990) è un calciatore olandese, portiere dell'Aduard 2000.

## Carriera

### Club
Nella stagione 2012-2013 ottiene la promozione in Eredivisie con il Cambuur, esordendo quindi nella stagione 2013-2014 in massima serie.

### Nazionale
Ha giocato nelle nazionali giovanili olandesi Under-18, Under-19 ed Under-21.

## Palmarès

### Club

#### Competizioni nazionali
- Eerste Divisie: 1

Cambuur: 2012-2013